# Lucía Prol
Lucía Prol, född 30 november 1999, är en spansk volleybollspelare (spiker). Hon har spelat för CV Emevé (2014-2021, 2022-) och CV Haris (2021-2022). Hon deltog med Spanien vid EM 2021 och 2023. Tidigare har hon deltagit med Spanien vid kvalen till U18-EM 2015 och U19-EM 2016.